# 生だ!おもしろ特急便
『生だ!おもしろ特急便』（なまだ おもしろとっきゅうびん）は、TBS製作の生バラエティ番組。
TBSおよび一部のTBS系列局で1984年4月5日から同年9月27日まで、毎週木曜 19:00 - 19:30 （日本標準時）に放送され、遅れネットの系列局もあった。

## 概要
火曜22時台と共にTBS系列全局でローカルセールス扱いだった木曜30分枠の最終番組。TBSと同時ネット局では生放送だった。
別の時間帯での遅れネットを行う系列局や毎日放送（大阪ガスの一社提供の関西ローカル番組を放送）や中部日本放送のように放送しない系列局もあった。
和田アキ子と西川のりおがアイドルたちとともに、コントやパロディで「今日はナンの日?」「今週最大の話題は?」「ダサイなんていわれないための情報」などを伝えていた番組だった。